# Klöckner & Co
Klöckner & Co SE (Klöckner) er en tysk stål- og metalhandelsvirksomhed. De har en komplet levering- og forsyningskæde af stål og andre metaller. Gennem deres distributionsnetværk har de adgang til over 100.000 kunder i 13 lande.